# Вез
Вез (фр. и окс. Vèze) — коммуна во Франции, находится в регионе Овернь. Департамент — Канталь. Входит в состав кантона Алланш. Округ коммуны — Сен-Флур.
Код INSEE коммуны — 15256.
Коммуна расположена приблизительно в 410 км к югу от Парижа, в 60 км южнее Клермон-Феррана, в 60 км к северо-востоку от Орийака.

## Население
Население коммуны на 2008 год составляло 68 человек.
| 1962 | 1968 | 1975 | 1982 | 1990 | 1999 | 2008 |
| ---- | ---- | ---- | ---- | ---- | ---- | ---- |
| 262  | 235  | 198  | 159  | 139  | 100  | 68   |

## Администрация
| Период | Период | Фамилия               | Партия | Примечания |
| ------ | ------ | --------------------- | ------ | ---------- |
| 2001   | 2008   | Робер Винатье         |        |            |
| 2008   |        | Мари-Клод Ромен-Готье |        |            |

## Экономика
В 2007 году среди 35 человек в трудоспособном возрасте (15—64 лет) 28 были экономически активными, 7 — неактивными (показатель активности — 80,0 %, в 1999 году было 61,0 %). Из 28 активных работали 25 человек (17 мужчин и 8 женщин), безработных было 3 (2 мужчин и 1 женщина). Среди 7 неактивных 1 человек был учеником или студентом, 3 — пенсионерами, 3 были неактивными по другим причинам.

## Достопримечательности
- Церковь Сен-Капре (XII век). Памятник истории с 1987 года[3]